# Caudatoscelis lagrecai
Caudatoscelis lagrecai är en bönsyrseart som beskrevs av Roger Roy 1964. Caudatoscelis lagrecai ingår i släktet Caudatoscelis och familjen Amorphoscelidae. Inga underarter finns listade i Catalogue of Life.